# Aethomys thomasi
Aethomys thomasi е вид бозайник от семейство Мишкови (Muridae).

## Разпространение
Видът е разпространен в Ангола.